# アレクセイ・アルハンゲリスキー

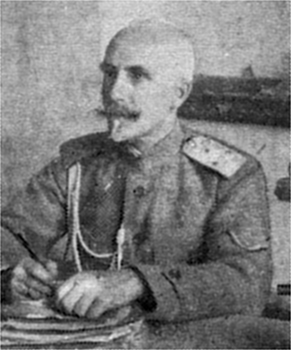
アレクセイ・アルハンゲリスキー

アレクセイ・ペトロヴィッチ・アルハンゲリスキー（ロシア語: Алексей Петрович Архангельский、1872年3月18日 - 1959年11月2日）は、ロシア帝国の軍人、中将。ロシア革命後、労農赤軍で一時参謀総長を務めたが、白軍に身を投じ、後にロシア全軍連合議長となった。

## 経歴

### 軍歴
- 1891年 - 第2モスクワ幼年団（幼年学校）卒業
- 1893年 - 第3アレクサンドロフ軍事学校を卒業し、近衛ヴォルィン連隊に配属
- 1898年 - ニコライ参謀本部アカデミー（ロシア語版、英語版）卒業
- 1900年 - 第6軍団本部先任副官
- 1901年 - 参謀本部の課長
- 1902年 - 軍事教育委員会事務局事務官
- 1903年 - 参謀本部の課長
- 1906年 - 参謀本部動員課事務官
- 1909年 - 参謀本部の班長
- 1910年 - 当直将官補佐官
- 1914年 - 参謀本部の当直将官

二月革命後、1917年4月に最高司令官附属当直将官に任命。同年5月、臨時政府の下で参謀総長を務め、ボリシェヴィキの権力掌握後も勤務し続けた。12月、労農赤軍に採用され、指揮要員局長に任命された。地下組織民族センターとの連絡を維持し、多くの将校をボリシェヴィキの支配地から義勇軍に送り出した。

### ロシア内戦
補佐官のN.ストゴフ将軍の白軍への逃亡後、発覚を恐れて、1918年9月、南部戦線への出張を利用して逃亡し、白軍の支配するエカテリンブルクまで辿り着いた。アントーン・デニーキン将軍は、一度赤軍に勤務したアルハンゲリスキー将軍を疑い、軍法会議にかけたが、無罪とされた。1919年2月、南ロシア軍総司令官附属予備官。同年5月、将校・官僚の叙勲・昇進の上申審査委員会委員、6月から南ロシア軍軍事局総務課長補佐を兼任。1920年4月、ロシア軍本部当直将官に任命。クリミア半島からの撤収直後、ロシア軍総司令官本部兵員班長に任命。1926年10月～11月、ロシア軍参謀長補佐官代行。

### ロシア全軍同盟議長
ロシア軍の解散後、1927年、ピョートル・ヴラーンゲリ将軍等と共にベルギーに移住し、在ベルギー参謀本部将校、近衛ヴォルィニ連隊団体、親衛歩兵将校団体等の代表を務める。1931年7月まで在ベルギー・ロシア・スポーツ愛好会の会長。内務人民委員部（NKVD）によるアレクサンドル・クテポフ、エフゲニー・ミレル議長の誘拐・殺害後、1938年3月20日に同連合議長に就任し、組織の立て直しを図った。
第二次世界大戦中も、ブリュッセルで過ごした。連合軍によるベルギー解放後、ソ連政府は、アルハンゲリスキーの引渡しを要求したが、ベルギー政府はこれを拒否した。1957年2月27日、健康上の理由により、議長職を副議長のA.レムペ将軍に委譲した。